# 208 p.n.e.
| [ Edytuj tabelę ] |                                                                   |
| Król Baktrii      | - 230 p.n.e. Eutydemos 200 p.n.e.                                 |
| Król Bitynii      | - 229 p.n.e. Prusjasz I 182 p.n.e.                                |
| Cesarz Chin       | - 210 p.n.e. Qin Er Shi 207 p.n.e.                                |
| Władca Egiptu     | - 221 p.n.e. Ptolemeusz IV 204 p.n.e.                             |
| Król Ilirii       | - 212 p.n.e. Skerdylaidas 206 p.n.e.                              |
| Król Kapadocji    | - 220 p.n.e. Ariarates IV 163 p.n.e.                              |
| Władca Korei      | - 220 p.n.e. Jun 194 p.n.e.                                       |
| Król Macedonii    | - 221 p.n.e. Filip V 179 p.n.e.                                   |
| Król Numidii      | - 215 p.n.e. Syfaks 202 p.n.e.                                    |
| Król Partów       | - 217 p.n.e. Arsakes II 191 p.n.e.                                |
| Władca Pergamonu  | - 241 p.n.e. Attalos I 197 p.n.e.                                 |
| Król Pontu        | - 220 p.n.e. Mitrydates III 185 p.n.e.                            |
| Władca Seleucydów | - 223 p.n.e. Antioch III Wielki 187 p.n.e.                        |
| Król Sparty       | - 211 p.n.e. Pelops 199 p.n.e. - 211 p.n.e. Machanidas 207 p.n.e. |

Rok 208 p.n.e.
stulecia: IV wiek p.n.e. ~
III wiek p.n.e. ~
II wiek p.n.e.

lata: 218 p.n.e. «
212 p.n.e. «
211 p.n.e. «
210 p.n.e. «
209 p.n.e. «
208 p.n.e. »
207 p.n.e. »
206 p.n.e. »
205 p.n.e. »
204 p.n.e. »
198 p.n.e.

## Wydarzenia
Europa
- II wojna punicka:
  - wiosna – bitwa pod Baeculą w Iberii, Scypion pokonał Hazdrubala Barkasa
  - lato – bitwa pod Petelią, Hannibal rozbił oddziały Marcellusa.

Azja
- Seleucydzi pod wodzą Antiocha III najechali na Baktrię. Bitwa nad rzeką Arios.

## Zmarli
- Marek Klaudiusz Marcellus, polityk rzymski.
- Chen Sheng, uczestnik powstania ludowego w Chinach.
- Xiang Liang, uczestnik powstania ludowego w Chinach.